# Descurainia paradisa
Descurainia paradisa là một loài thực vật có hoa trong họ Cải. Loài này được (A.Nelson & P.B.Kenn.) O.E.Schulz mô tả khoa học đầu tiên năm 1924.